# Nikolai Kossiakov
Nikolai Kossiakov, né en 1960 à Taganrog, en Russie soviétique, est un coureur cycliste soviétique, actif au début des années 1980.

## Biographie
Nikolai Kossiakov est un des coureurs de l'URSS des années 1970-1990 apte à passer du maillot de leader au rôle d'équipier, bon sur tous les terrains, mais meilleur en parcours accidenté que sprinteur. Vainqueur sur les routes  du Tour de Yougoslavie en 1982, il remporte trois ans plus tard le An Post Rás (Tour d'Irlande amateurs). En 1985, il est amené à participer au Tour d'Espagne, où il ne se distingue pas.  

## Palmarès

### Palmarès année par année
| - 1982 - Tour de Yougoslavie : - Classement général - 1re étape - 1983 - Solenice-Tabor - Giro della Valsesia - 7e étape du Grand Prix Guillaume Tell - 1984 - Prague-Mladá Boleslav - Tour de Lidice : - Classement général - 1re et 3e étapes - 2e de la classique Mladá Boleslav-Trutnov | - 1985 - An Post Rás : - Classement général - 2e, 5e et 7e étapes - Mémorial Colonel Skopenko : - Classement général - 3e étape - 1986 - 2e étape du Tour de Sotchi |

### Places d'honneur
- 1982
  - 5e du Tour de Sotchi[6]
  - 7e du Tour d'Autriche
  - 21e du Tour de l'Avenir
- 1983
  - 6e du Grand Prix Guillaume Tell
  - 6e du Tour de Sotchi
  - 13e du championnat du monde amateurs sur route
- 1984
  - 5e du championnat d'URSS sur route
- 1986
  - 4e du Tour de Sotchi

### Performances sur les grand tours

#### Tour d'Espagne
- 1985 : 76e